# Résolution 305 du Conseil de sécurité des Nations unies
Membres permanents
- Chine
- États-Unis
- France
- Royaume-Uni
- URSS

Membres non permanents
- Argentine
- Burundi
- Belgique
- Italie
- Japon
- Nicaragua
- Pologne
- Sierra Leone
- Somalie
- Syrie

Résolution no 304 Résolution no 306
La résolution 305 du Conseil de sécurité des Nations unies fut adoptée lors de la 1 612e séance du Conseil de sécurité des Nations unies le 13 décembre 1971. Après avoir réaffirmé les résolutions antérieures sur le sujet et pris note des récents développements encourageants, le Conseil a prolongé le détachement de la Force des Nations unies chargée du maintien de la paix à Chypre pour une nouvelle période prenant fin le 15 juin 1972. Le Conseil a également appelé les parties directement concernées à continuer d'agir avec la plus grande retenue et à coopérer pleinement avec la force de maintien de la paix.
La résolution a été adoptée à l'unanimité avec 14 voix ; la Chine n'a pas participé au vote.